# Pasites appletoni
Pasites appletoni är en biart som först beskrevs av Cockerell 1910.  Pasites appletoni ingår i släktet Pasites och familjen långtungebin. Inga underarter finns listade i Catalogue of Life.